# Gantoftadösen

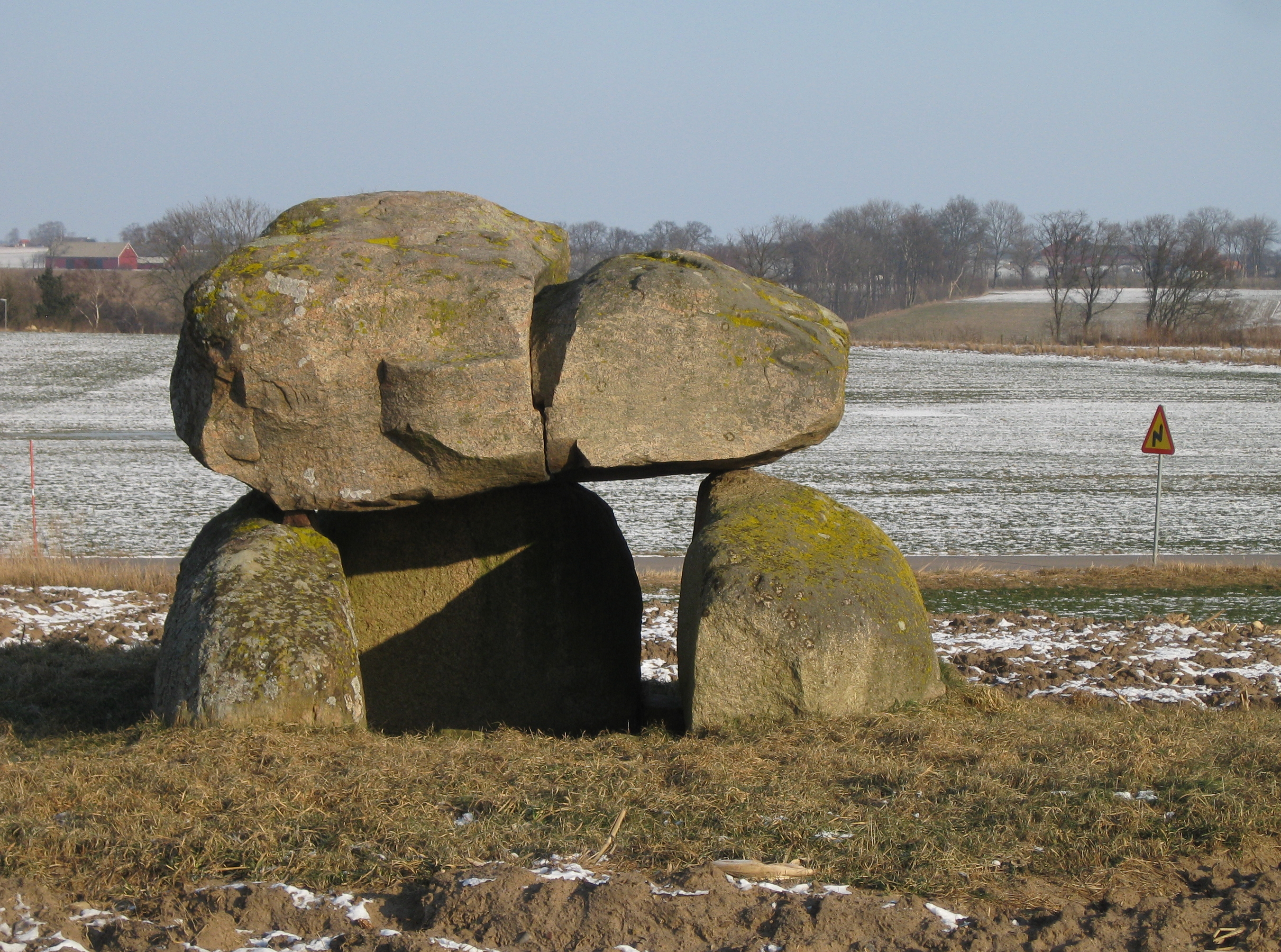
Gantoftadösen

Gantoftadösen (o Jättestugan - "casa del gigante") è un dolmen parzialmente distrutto nella zona di Helsingborg, nella Scania, in Svezia. Il dolmen è registrato dal Consiglio nazionale dei beni culturali di Svezia come Kvistofta 14: 1 e fu eretto tra il 3500 e il 2800 a.C. dalle genti della cultura del bicchiere imbutiforme (TBK; svedese Trattbägarkulturen).
La camera rettangolare era di circa 2,8 m di lunghezza e 1,4 m di larghezza. Tre grandi pietre di supporto reggono un lastrone di 1 metro di spessore di 2,5 x 2,5 m, parzialmente spaccato nel mezzo. Sulla lastra di copertura (svedese: takhällen) vi sono nove coppelle, la forma più comune di petroglifi dell'area nordica.